# Cratere Blanche
Blanche  è un cratere sulla superficie di Venere.